# Броненосные крейсера типа «Орландо»
Броненосные крейсера типа «Орландо» — проект кораблей британского королевского флота. Всего построено 7 единиц: «Орландо» (англ. Orlando) и «Аустрелиа» (англ. Australia), «Андаутед» (англ. Undaunted), «Нарциссус» (англ. Narcissus), «Галатея» (англ. Galatea), «Иммортелит» (англ. Immortallite), «Аурора» (англ. Aurora). Этот тип в целом разочаровал британских моряков и они на некоторое время вообще прекратили постройку броненосных крейсеров. В то же время проект послужил основой при создании испанских броненосных крейсеров типа «Инфанта Мария Тереза».
Британский флот в дальнейшем перешёл на строительство бронепалубных крейсеров 1-го класса, линия которых началась с типа «Блейк».

## Конструкция

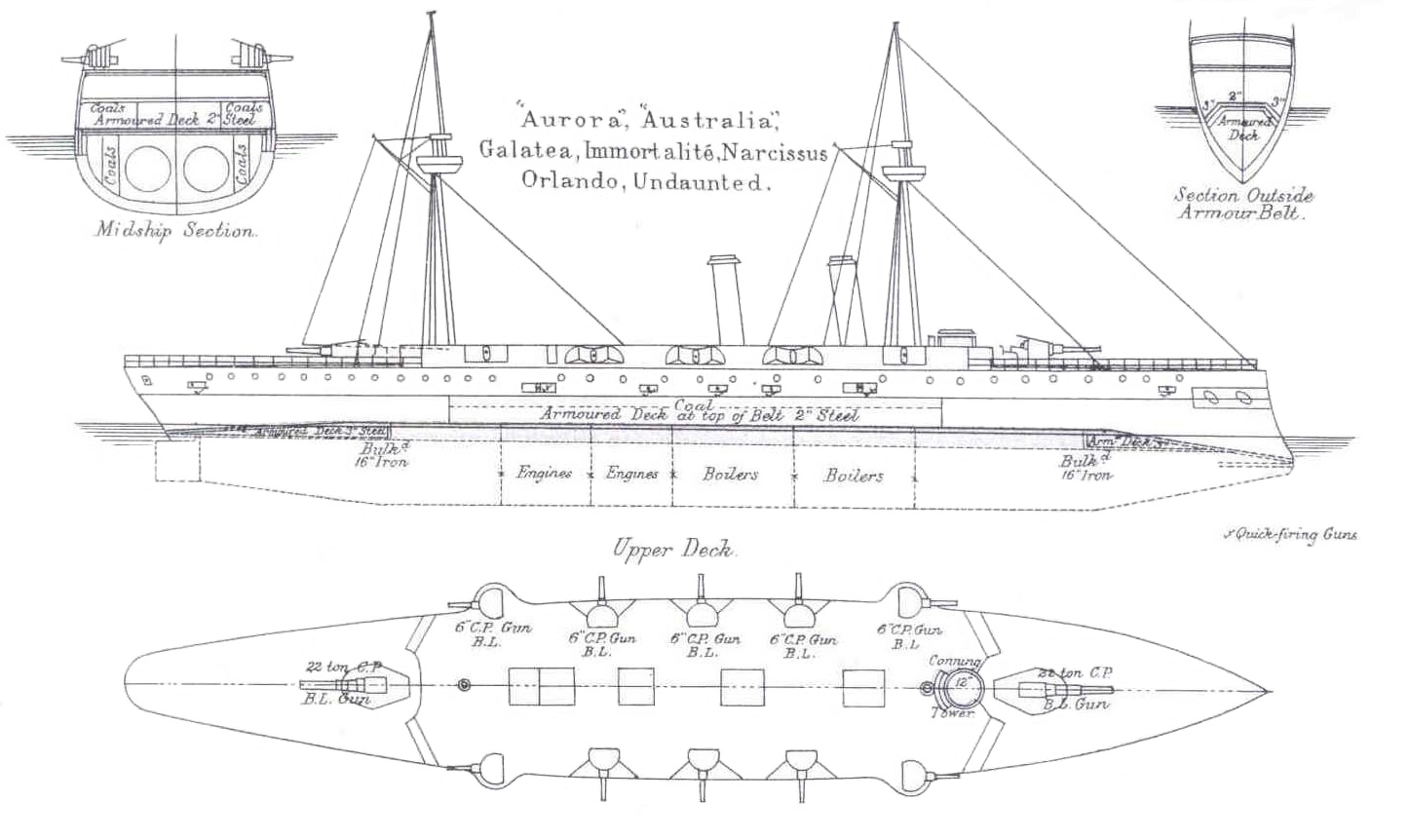
Броненосный крейсер «Орландо». Схема.

## Служба
«Орландо» — заложен 23 апреля 1885, спущен 3 августа 1886, вступил в строй в июне 1888 года.
«Аустрелиа» — заложен 21 апреля 1885, спущен 25 ноября 1886, вступил в строй в октябре 1888 года.
«Андаунтед» — заложен 23 апреля 1885, спущен 25 ноября 1886, вступил в строй в июле 1889 года.
«Нарциссус» — заложен 27 апреля 1885, спущен 15 декабря 1886, вступил в строй в июле 1889 года.
«Галатея» — заложен 21 апреля 1885, спущен 10 марта 1887, вступил в строй в марте 1889 года.
«Иммортелит» — заложен 18 января 1886, спущен 10 марта 1887, вступил в строй в марте 1889 года.
«Аурора» — заложен 1 февраля 1886, спущен 28 октября 1887, вступил в строй в июле 1889 года.